# Ruttopuisto

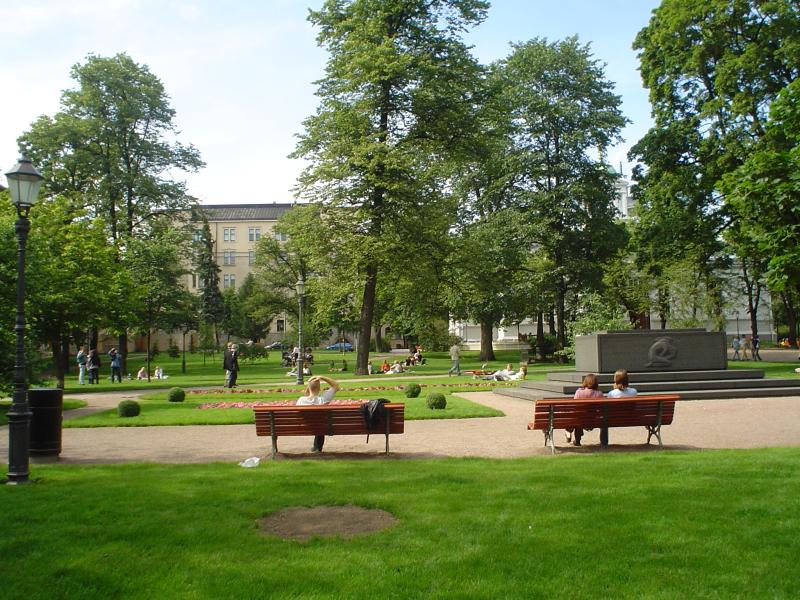
Park Starokościelny

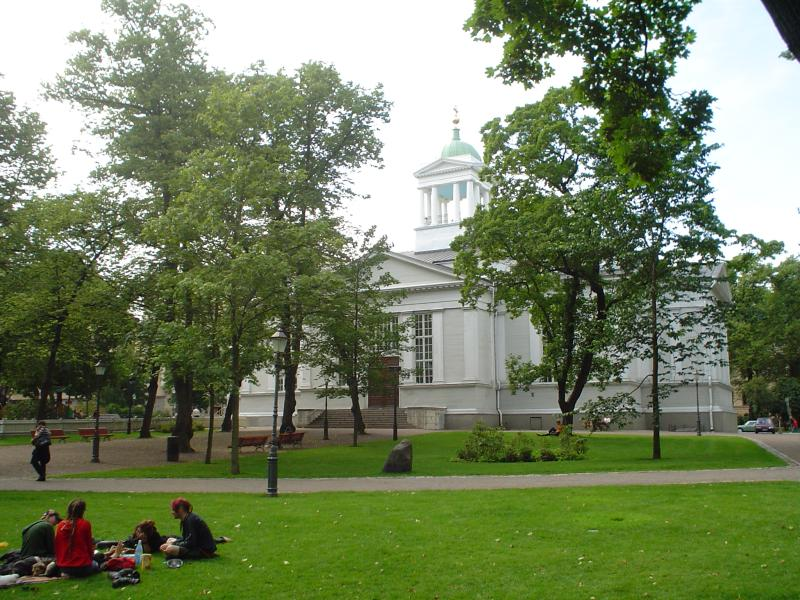
Stary kościół w Parku Morowym

Ruttopuisto (Stary Park Kościelny, także Starokościelny Park, Park Zarazy lub Park Morowy) – park w centrum Helsinek.  Park starokościelny jest wpisany do rejestru zabytków. 

## Lokalizacja
Park obejmuje plac, na którym znajduje się zabytkowy kościół i historyczny cmentarz. Ze względu na lokalizację jest to popularne miejsce pikników. Stary kościół usytuowany jest na krawędzi parku, wzdłuż ulicy Lönnrotinkatu. Z innych stron graniczą z parkiem takie ulice jak: Annankatu, Bulevardi i Yrjönkatu.

## Historia
Stary park kościelny jest dawnym cmentarzem. Przez miejscowych został nazwany Parkiem Zarazy, ponieważ  w 1710 roku pochowano tam tysiąc ludzi zmarłych w wyniku epidemii dżumy. Później w latach 1790-1829 pełnił funkcję cmentarza miejskiego, gdy cmentarz przy kościele Ulriki Eleonory został zapełniony. Kiedy następnie kościół Ulriki Eleonory i cmentarz zostały zniszczone, Carl Ludwig Engel wybudował tymczasowy Stary Kościół od strony północnej Parku Starokościelnego. Było to w roku 1826. Engel zaprojektował również bramę głównej od strony ulicy Bulevardi. Na bramie widnieje lista ofiar epidemii dżumy z 1710 roku w języku fińskim i szwedzkim. Od bramy do kościoła prowadzi szeroka aleja. Później ułożono także chodniki dla pieszych. Johan Sederholm, który był tam pochowany, został przeniesiony do kaplicy pogrzebowej, która zbudowana została przy Starym Kościele.